# سفره‌ماهی پرنده
سفره‌ماهی پرنده (نام علمی: Mobula) نام یک سرده از تیره سفره‌ماهی است.

## نگارخانه

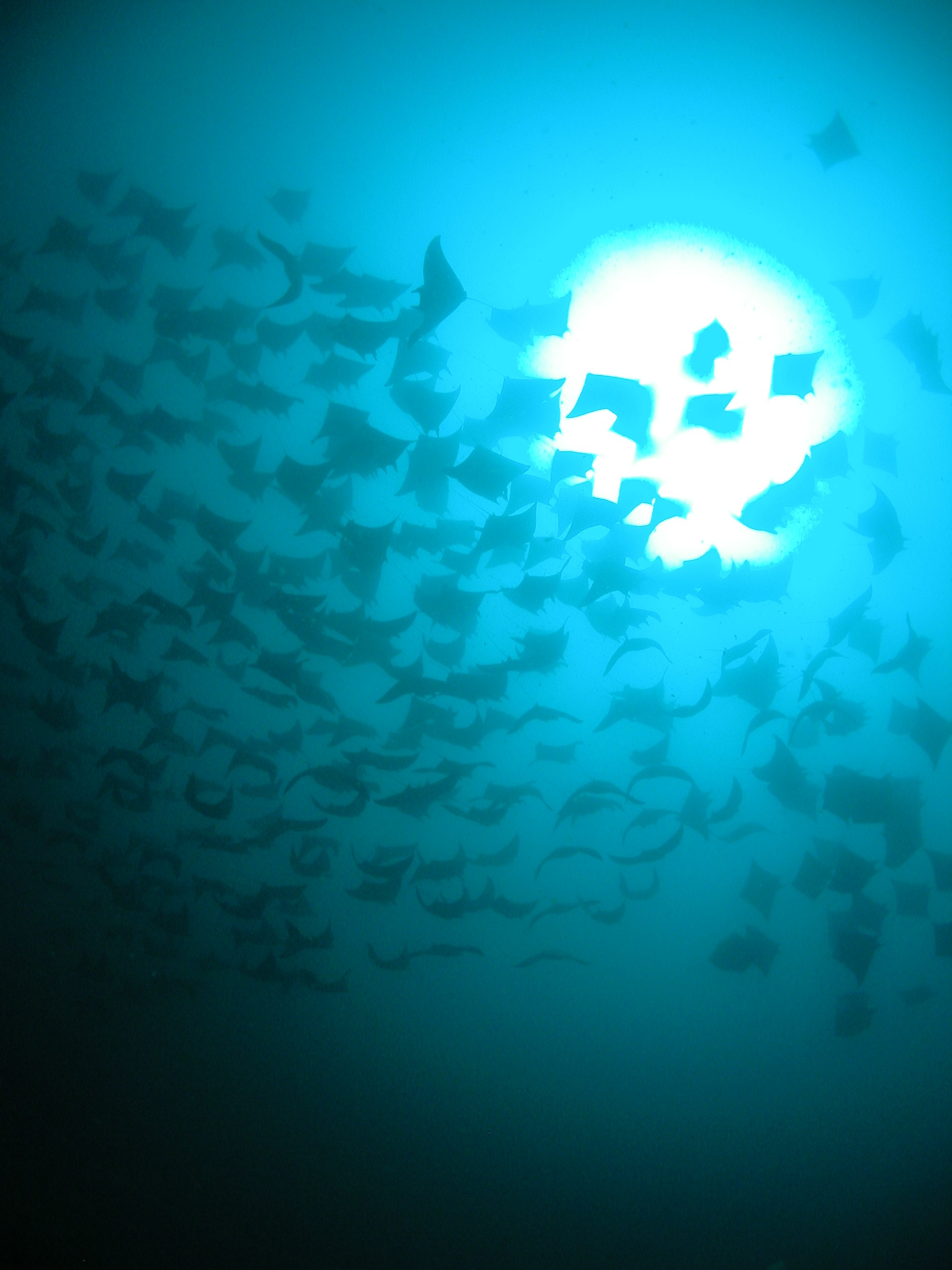
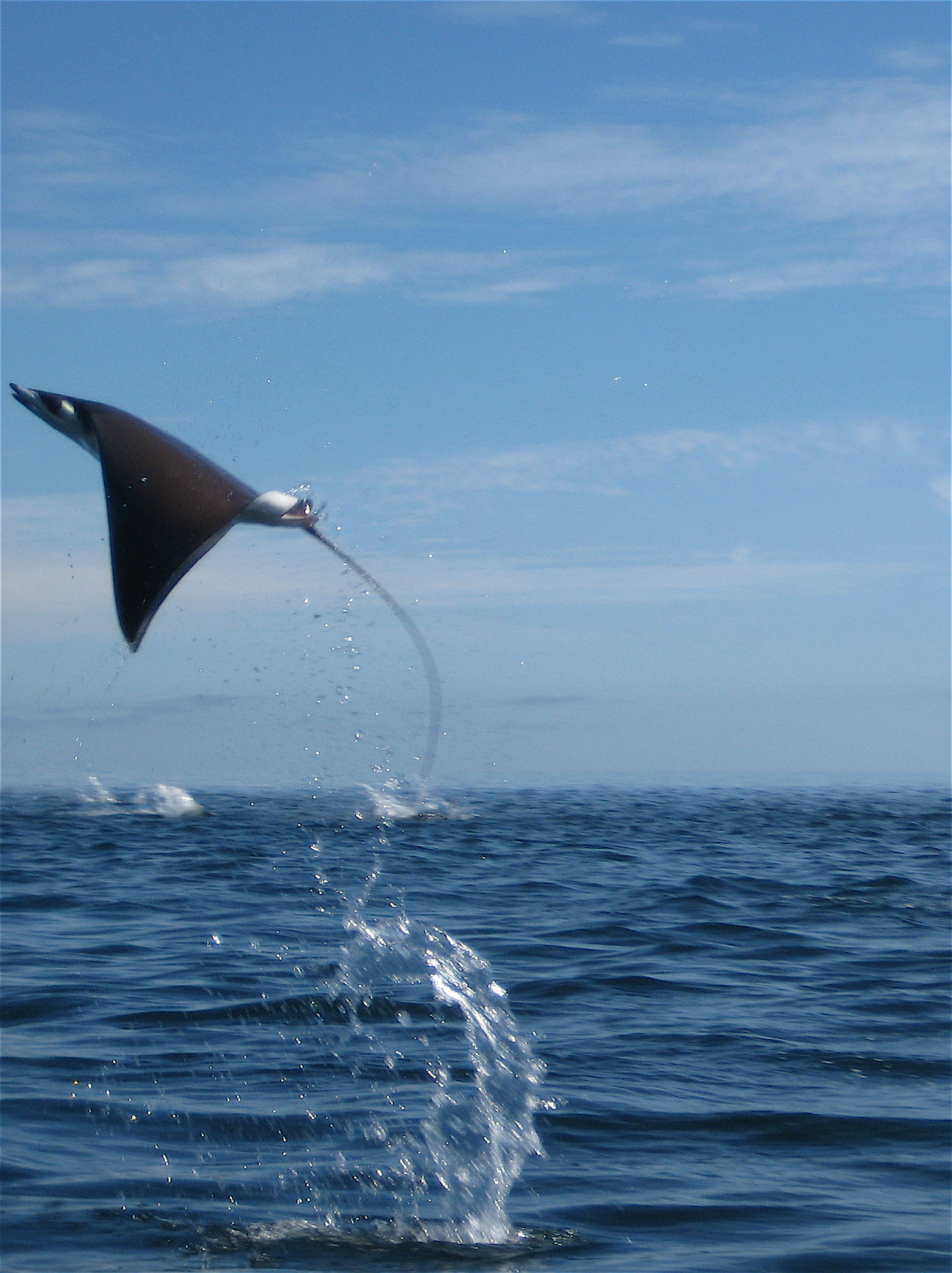